# Ekonomická bublina

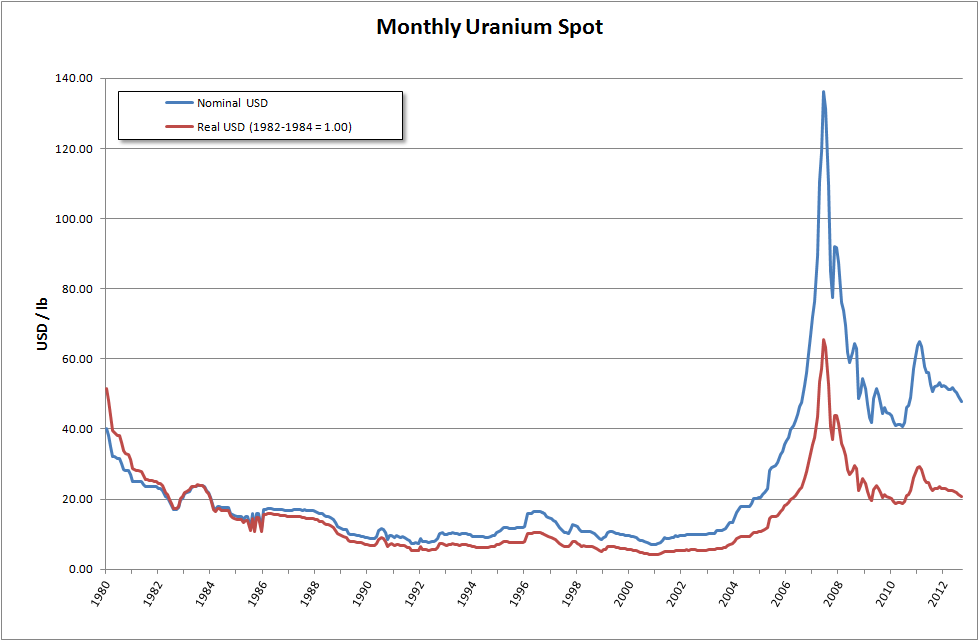
Cena uranu v dolarech v letech 1980–2011. Špička v roce 2007.

Ekonomická bublina (nebo také spekulativní bublina, finanční bublina, cenová bublina) je dočasná a nestandardní odchylka od skutečné hodnoty. Příčiny bublin jsou nejasné, ale existují řady teorií. Tyto bubliny jsou častější a trvají déle, než by se předpokládalo u racionálního trhu.

## Pojem
Označení bublina pochází z události označované jako jihomořská bublina.

## Příklady
- Internetová bublina
- Tulipánová horečka
- Kryptoměnová bublina
  - Bitcoinová bublina [zdroj?]
- Nemovitostní bublina
- Higher education bubble (Bublina vysokoškolského vzdělávání) v USA